# Vrhole pri Laporju
Vrhole pri Laporju este o localitate din comuna Slovenska Bistrica, Slovenia, cu o populație de 150 de locuitori.